# Chrysendeton medicinalis
Chrysendeton medicinalis là một loài bướm đêm trong họ Crambidae.